# (36806) 2000 SD63
2000 SD63 (asteroide 36806) é um asteroide da cintura principal. Possui uma excentricidade de 0.09534230 e uma inclinação de 3.09176º.
Este asteroide foi descoberto no dia 24 de setembro de 2000 por LINEAR em Socorro.